# III. Světový festival mládeže a studentstva

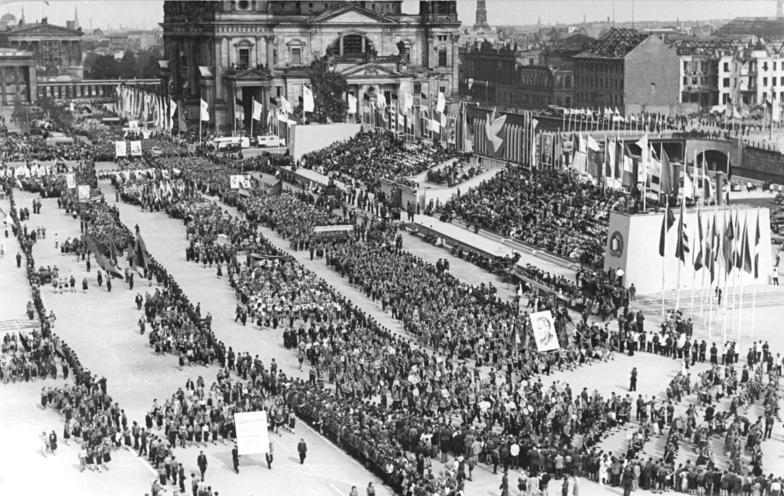
Třetí Světový festival mládeže a studentstva

Třetí Světový festival mládeže a studentstva se konal v roce 1951 ve východním Berlíně. 
Konal se v době rostoucího mezinárodního napětí mezi Sovětským svazem a západními mocnostmi a odehrával se na pozadí korejské války a šíření komunismu ve střední Evropě a Číně. Festival měl za úkol také předvést mladou Německou demokratickou republiku, která vznikla v sovětském sektoru poválečného Německa. 
Mottem festivalu bylo: Za mír a přátelství – proti atomovým zbraním. 